# Listă de serii cu șapte filme
Aceasta este o listă de serii cu șapte filme.

Legenda:
- (A) – Serie de filme 100% animate
- (a) – Serie de filme care nu sunt 100% animate și conțin filme artistice ca sequel sau prequel
- (TV) – film de televiziune
- (V) – direct pe video
- (*) – serial TV atașat

## Serii
- The Brady Bunch *****
  1. The Brady Kids on Mysterious Island (1972) (TV)
  2. The Brady Girls Get Married (1981) (TV) (aka  The Brady Brides)
  3. A Very Brady Christmas (1988) (TV)
  4. The Brady Bunch Movie (1995)
  5. A Very Brady Sequel (1996)
  6. Growing Up Brady (2000) (TV)
  7. The Brady Bunch in the White House (2002) (TV)
- Cinerama Adventures
  1. This is Cinerama (1952)
  2. Cinerama Holiday (1955)
  3. Seven Wonders of the World (1956)
  4. Search for Paradise (1957)
  5. South Seas Adventure (1958)
  6. The Best of Cinerama (1962)
  7. Cinerama's Russian Adventure (1965)
- Cheech and Chong
  1. Up in Smoke (1979)
  2. Cheech and Chong's Next Movie (1980)
  3. Nice Dreams (1981)
  4. Things Are Tough All Over (1982)
  5. Still Smokin' (1983)
  6. The Corsican Brothers (1984)
  7. Get Out of My Room (1985)
- The Cohens and Kellys
  1. The Cohens and Kellys (1926)
  2. The Cohens and the Kellys in Paris (1928)
  3. The Cohens and Kellys in Atlantic City (1929)
  4. The Cohens and the Kellys in Scotland (1930)
  5. The Cohens and the Kellys in Africa (1930)
  6. The Cohens and Kellys in Hollywood (1932)
  7. The Cohens and Kellys in Trouble (1933)
- Dead End Kids
  1. Dead End (1937)
  2. Crime School (1938)
  3. Angels with Dirty Faces (1938)
  4. They Made Me a Criminal (1939)
  5. Hell's Kitchen (1939)
  6. The Angels Wash Their Faces (1939)
  7. On Dress Parade (1939)
- The Devil in Miss Jones
  1. The Devil in Miss Jones (1973)
  2. The Devil in Miss Jones 2 (1982)
  3. The Devil in Miss Jones 3: A New Beginning (1986)
  4. The Devil in Miss Jones 4: The Final Outrage (1986)
  5. The Devil in Miss Jones 5: The Inferno (1995)
  6. The Devil in Miss Jones 6 (1999)
  7. The New Devil in Miss Jones (2005)
- Digimon ***** (A)
  1. Digimon: The Movie (2000)
  2. Digimon Adventure 02: Revenge of Diaboromon (2001)
  3. Digimon Tamers: Battle of Adventurers (2003)
  4. Digimon Tamers: Runaway Locomon (2003)
  5. Digimon Frontier: Island of Lost Digimon (2004)
  6. Digital Monster X-Evolution (2005)
  7. Digimon Savers: Ultimate Power! Activate Burst Mode!! (2006)
- The Doctor Series *****
  1. Doctor in the House (1954)
  2. Doctor at Sea (1955)
  3. Doctor at Large (1957)
  4. Doctor in Love (1960)
  5. Doctor in Distress (1963)
  6. Doctor in Clover (1966)
  7. Doctor in Trouble (1970)
- Dr. Mabuse (Seria de după -Fritz Lang)
  1. The Return of Dr. Mabuse (1961)
  2. The Invisible Dr. Mabuse (1962)
  3. The Testament of Dr. Mabuse (1962)
  4. Scotland Yard vs. Dr. Mabuse (1963) (aka Scotland Yand Hunts Dr. Mabuse)
  5. The Death Ray of Dr. Mabuse (1963)
  6. The Vengeance of Dr. Mabuse (1970)
  7. Docteur M (1990) (aka Club Extinction)
- Dr. Orloff
  1. Gritos en la noche (Screams in the Night) (1963) (aka The Awful Dr. Orloff)
  2. El Secreto del Dr. Orloff (1964)
  3. Miss Muerte (1966)
  4. El Enigma del ataúd (1969)
  5. La vie amoureuse de l'homme invisible (1971)
  6. Los ojos siniestros del doctor Orloff (1973)
  7. El Siniestro doctor Orloff (1982))
- Drift
  1. Drift (2006)
  2. Drift 2 (2006)
  3. Drift 3 Taka (2006)
  4. Drift 4 Hayabusa (2007)
  5. Drift Special - Beauty Battle (2007)
  6. Drift 5 (2007)
  7. Drift 6 Z (2008) (aka Drift z)
  8. Drift 7 R (2008) (aka Drift GT-R)
- Fabian Bom
  1. Soldat Bom (1948)
  2. Pappa Bom (1949)
  3. Tull-Bom (1951)
  4. Flyg-Bom (1952)
  5. Dum-Bom (1953)
  6. Flottans överman (1958)
  7. Bara en kypare (1959)
- Francis the Talking Mule
  1. Francis (1950)
  2. Francis Goes to the Races (1951)
  3. Francis Goes to West Point (1952)
  4. Francis Covers the Big Town (1953)
  5. Francis Joins the WACS (1954)
  6. Francis in the Navy (1955)
  7. Francis in the Haunted House (1956)
- Frankenstein (seria Hammer)
  1. The Curse of Frankenstein (1957)
  2. The Revenge of Frankenstein (1958)
  3. The Evil of Frankenstein (1964)
  4. Frankenstein Created Woman (1967)
  5. Frankenstein Must Be Destroyed (1969)
  6. The Horror of Frankenstein (1970)
  7. Frankenstein and the Monster from Hell (1974)
- Galaxy Express 999 * (A)
  1. Ginga tetsudô Three-Nine (1979)
  2. Ginga tetsudô Three-Nine: Garasu no Kurea (1980)
  3. Ginga tetsudô Three-Nine: Kimi wa haha no yô ni aiseru ka!! (1980) (TV)
  4. Sayônara, ginga tetsudô Surî-Nain: Andromeda shûchakueki (1981)
  5. Ginga tetsudô Three-Nine: Eien no tabibito Emeraldas (1980) (TV)
  6. Ginga tetsudô Three-Nine: Eternal Fantasy (1998)
  7. Ginga tetsudô Three-Nine: Fumetsu no kûkan kidô (2000)
- Gidget **
  1. Gidget (1959)
  2. Gidget Goes Hawaiian (1961)
  3. Gidget Goes to Rome (1963)
  4. Gidget Grows Up (1969) (TV)
  5. Gidget Gets Married (1972) (TV)
  6. Gidget Makes the Wrong Connection (1972) (TV)
  7. Gidget's Summer Reunion (1985) (TV)
- Groucho Marx
  1. Copacabana (1947)
  2. Mr. Music (1951)
  3. Double Dynamite (1951)
  4. A Girl in Every Port (1952)
  5. Will Success Spoil Rock Hunter? (1957)
  6. The Mikado (1960) (TV)
  7. Skidoo (1968)
- Guinea Pig
  1. Guinea Pig: The Devil's Experiment (1985)(aka Guinea Pig: Unabridged Agony)
  2. Guinea Pig 2: Flower of Flesh and Blood (1985)
  3. Guinea Pig 3: He Never Dies (1986) (aka Guinea Pig 3: Shudder! The Man Who Doesn't Die)
  4. Guinea Pig 4: Mermaid in a Manhole (1988)
  5. Guinea Pig 5: Android of Notre Dame (1988)
  6. Guinea Pig 6: Devil Doctor Woman (1990)
  7. Guinea Pig 7: Slaughter Special (1991)
- Hildegarde Withers
  1. Penguin Pool Murder (1932)
  2. Murder on the Blackboard (1934)
  3. Murder on a Honeymoon (1935)
  4. Murder on a Bridle Path (1936)
  5. The Plot Thickens (1936)
  6. Forty Naughty Girls (1937)
  7. A Very Missing Person (1972)
- Kommissar X
  1. Hunt for the Unknown (1965) (aka Kiss Kiss Kill Kill)
  2. Three Yellow Cats (1966) (aka Death is Nimble, Death is Quick)
  3. So Darling So Deadly (1966)
  4. Death Trip (1967)
  5. Three Blue Panthers (1968) (aka Kill Panther Kill) 
  6. Three Golden Serpents (1968) (aka The Island of Lost Girls)
  7. FBI: Operation Pakistan (1971)
- Lassie *****
  1. Lassie Come Home (1943)
  2. Son of Lassie (1945)
  3. Courage of Lassie (1946)
  4. Hills of Home (1948)
  5. The Sun Comes Up (1949)
  6. Challenge to Lassie  (1950)
  7. The Painted Hills (1951)
- Lum and Abner
  1. Dreaming Out Loud (1940)
  2. The Bashful Bachelor (1942)
  3. So This Is Washington (1943)
  4. Two Weeks to Live (1943)
  5. Goin' to Town (1944)
  6. Partners in Time (1946)
  7. Lum and Abner Abroad (1956)
- Office Lady Journal
  1. Office Lady Journal: Scent of Female Cat (1972)
  2. Office Lady Journal: Affair of Female Cat (1972)
  3. Office Lady Journal: Poaching (1973)
  4. Office Lady Journal: Wet Bundle (1974)
  5. Office Lady Journal: Ruined Lust (1974)
  6. Office Lady Journal: Indecent Relations (1975)
  7. Erotic Diary of An Office Lady (1977)
- Philip Marlowe **
  1. Murder, My Sweet (1944)
  2. The Big Sleep (1946)
  3. Lady in the Lake (1947)
  4. The Brasher Doubloon (1947)
  5. Marlowe (1969)
  6. The Long Goodbye (1973)
  7. Farewell My Lovely (1975)
  8. The Big Sleep (1978)
- Pierino *
  1. Pierino contro tutti' (1981)
  2. Pierino il fichissimo (1981)
  3. Che casino... con Pierino! (1982)
  4. Pierino la peste alla riscossa (1982)
  5. Pierino colpisce ancora (1982)
  6. Quella peste di Pierina (1982)
  7. Pierino torna a scuola (1990)
- Police Academy **
  1. Police Academy (1984)
  2. Police Academy 2: Their First Assignment (1985)
  3. Police Academy 3: Back in Training (1986)
  4. Police Academy 4: Citizens on Patrol (1987)
  5. Police Academy 5: Assignment Miami Beach (1988)
  6. Police Academy 6: City Under Siege (1989)
  7. Police Academy 7: Mission to Moscow (1994)
- Road to...
  1. Road to Singapore (1940)
  2. Road to Zanzibar (1941)
  3. Road to Morocco (1942)
  4. Road to Utopia (1946)
  5. Road to Rio (1947)
  6. Road to Bali (1952)
  7. The Road to Hong Kong (1962)
- Rodan
  1. Rodan (1956)
  2. Ghidorah, the Three-Headed Monster (1964)
  3. Invasion of Astro-Monster (1965)
  4. Destroy All Monsters (1968)
  5. Godzilla vs. Gigan (1972)
  6. Godzilla vs. Megalon (1973)
  7. Terror of Mechagodzilla (1975)
- Samad
  1. Samad va ghalicheyeh hazrat soleyman (1971)
  2. Samad va fulad zereh div (1971)
  3. Samad va sami, leila va leili (1972)
  4. Samad be madreseh miravad (1973)
  5. Samad Artist Mishavad (1974)
  6. Samad khoshbakht mishavad (1975)
  7. Samad dar rah ejdeha (1977)
- Saw
  1. Saw (2004)
  2. Saw II (2005)
  3. Saw III (2006)
  4. Saw IV (2007)
  5. Saw V (2008)
  6. Saw VI (2009)
  7. Saw: The Final Chapter (2010)
- The Seven Deadly Sins
  1. Envy (1917)
  2. Pride (1917)
  3. Greed (1917)
  4. Sloth (1917)
  5. Passion (1917)
  6. Wrath (1917)
  7. The Seventh Sin (1917)
- Smokey and the Bandit
  1. Smokey and the Bandit (1977)
  2. Smokey and the Bandit II (1980)
  3. Smokey and the Bandit Part 3 (1983)
  4. Bandit Goes Country (1994) (TV)
  5. Bandit Bandit (1994) (TV)
  6. Beauty and the Bandit (1994) (TV)
  7. Bandit's Silver Angel (1994) (TV)
- St Trinian's School
  1. The Belles of St Trinian's (1954)
  2. Blue Murder at St Trinian's (1957)
  3. The Pure Hell of St Trinian's (1958)
  4. The Great St Trinian's Train Robbery (1966)
  5. The Wildcats of St Trinian's (1980)
  6. St Trinian's (2007)
  7. St Trinian's: The Legend of Fritton's Gold (2009)
- The Super Dimension Fortress Macross *
  1. The Super Dimension Fortress Macross: Do You Remember Love? (1984)
  2. The Super Dimension Fortress Macross: Flash Back 2012 (1987) (V)
  3. The Super Dimension Fortress Macross II: Lovers, Again (1991) (V)
  4. Macross Plus (1995) (V)
  5. Macross 7 The Movie: The Galaxy Is Calling Me! (1995)
  6. Macross Frontier The Movie: The False Diva (2008)
  7. Macross Frontier Movie: The Wings of Goodbye (2009)
- The Teen-Agers
  1. Junior Prom (1946)
  2. Freddie Steps Out (1946)
  3. High School Hero (1946)
  4. Vacation Days (1947)
  5. Sarge Goes to College (1947)
  6. Smart Politics (1948)
  7. Campus Sleuth (1948)
- Zoom Up
  1. Zoom Up: Rape Site (1979)
  2. Zoom In: Rape Apartments (1980)
  3. Zoom Up: Woman From The Dirty Magazine (1980)
  4. Zoom Up: Sexual Crime Report (1981)
  5. Zoom Up: Genuine Look At A Stripper (1982)
  6. Zoom Up: Graduation Photos (1984)
  7. Zoom Up: Special Masturbation (1986)